# 1216
Cette page concerne l'année 1216  du calendrier julien. Pour l'année 1216 av. J.-C., voir 1216 av. J.-C.
L'année 1216 est une année bissextile qui commence un vendredi.

## Événements
- 14 février : prise d'Antioche par Léon II d'Arménie qui fait couronner son neveu Raymond-Roupen prince d'Antioche au détriment de Bohémond IV[1].

- 19 avril : Buondelmonte dei Buondelmonti est assassiné près du Ponte Vecchio de Florence, en Italie[2]. La rupture de ses fiançailles avec une Amidei par son mariage avec une Donati provoque une vendetta, à l'origine des luttes entre Guelfes et Gibelins. Les Guelfes (de Welfen, famille princière allemande) et les Gibelins (de Waiblingen, seigneurie des Hohenstaufen) s'opposent en factions rivales partisanes. Les Guelfes soutiennent le pouvoir du pape, les Gibelins celui de l’empereur.
- 21 avril : soutenu par Mstislav Mstislavitch « le Hardi » et les Novgorodiens, Constantin Vladimirski remporte une victoire décisive sur ses frères au bord de la Lipitsa (Pologne) et prend le titre de grand-prince de Vladimir (1217-1218)[3].
- 22 mai[4] : le prince héritier du trône de France, Louis le Lion (futur Louis VIII), débarque en Angleterre, dans le Kent, et essuie une défaite à Lincoln (20 mai 1217).
- Mai : Raymond VI de Toulouse et son fils, le futur Raymond VII, débarquent à Marseille[5], réunissent des troupes, entrent dans Beaucaire et assiègent la citadelle où s'est réfugié la garnison. Simon IV de Montfort se porte aux devants de lui. Toulouse en profite pour se révolter.
- 6 juin : Simon IV de Montfort arrive à Beaucaire occupée par Raymond VI de Toulouse[6].
- 11 juin : mort de Henri Ier de Constantinople, empoisonné à Thessalonique[7]. Début du règne de Pierre II de Courtenay (v.1167-1219) empereur latin de Constantinople (fin en 1217).
- 12 juillet : perte du trésor de la couronne d'Angleterre dans les sables mouvants de The Wash en Est-Anglie[8].
- 16 juillet : à la mort d’Innocent III[9], l’Empereur tente d’étendre son influence sur la plus grande partie de la péninsule italienne.
- 24 juillet : début du pontificat d'Honorius III (fin en 1227). Il appelle à la cinquième croisade[10].
- 24 août : abandon du siège de Beaucaire par Simon IV de Montfort[11].
- 18 octobre : la mort de Jean sans Terre sauve la dynastie[12].
- 28 octobre[13] : couronnement à Gloucester d'Henri III d'Angleterre (fin de règne en 1272).
- 11 novembre : une assemblée de barons convoquée à Bristol donne la régence d'Angleterre à Guillaume le Maréchal (fin en 1219). Le lendemain, elle confirme la Magna Carta[14].
- 22 décembre : le pape Honorius III confirme l'ordre des dominicains de Dominique de Guzmán par la bulle Religiosam vitam.

- Début de la conquête du Maroc par les Mérinides[15].

- Début du règne de Maravarman Sundara Pandya (fin en 1238), qui rétablit la puissance Pandya dans le Sud de l'Inde[16].

- Implantation de l’ordre franciscain au Portugal[17].
- Le principe de la primogéniture est établi pour la succession en Bohême[18].

## Décès en 1216
Mort du roi jean 